# Emmanuele Lodi
Emmanuele Lodi (anche Emanuele) (Milano, 13 agosto 1770 – Udine, 8 febbraio 1845) è stato un vescovo cattolico italiano.

## Biografia
Seguendo le disposizioni della Repubblica Cisalpina, il Senato di Bologna decretò il 6 giugno 1798 la soppressione dell'ordine dei predicatori e il vicario generale dei domenicani Pio Giuseppe Gaddi gli diede il permesso di ritirarsi nel convento dei Santi Giovanni e Paolo di Venezia; in breve tempo Lodi ne divenne priore. Conseguì inoltre il titolo dottorale di "magister sacrae theologiae" il 21 novembre 1808.
Si impegnò per il ritorno da Parigi i capolavori d'arte che decoravano la basilica dei Santi Giovanni e Paolo, che erano stati trafugati da Napoleone; inoltre, fece trasferire alcuni monumenti provenienti dalla chiusura e demolizione di altre chiese veneziane.
Dotato di virtù religiose e sociali, ma anche di un forte attivismo e di abilità negoziali, fu notato dall'imperatore Francesco I d'Austria, che lo nominò prima vescovo di Chioggia nel gennaio del 1816, ma prima che ricevesse la conferma della Santa Sede fu promosso dall'imperatore alla sede di Udine il 4 dicembre 1818. Fu consacrato vescovo a Roma il 24 agosto 1819 e ricevette numerosi attestati di stima e benevolenza, tra i quali i più importanti furono quelli di papa Pio VII e del cardinale Ercole Consalvi; fece finalmente il suo ingresso solenne in Udine il 30 novembre dello stesso anno. Il nuovo vescovo prendeva possesso della cattedra dopo ben cinque anni di sede vacante, durante la quale era stata retta dal vicario capitolare, il carnico Mattia Capellari. Questi era inviso alle autorità di governo del Regno Lombardo-Veneto e, in particolare, al conte Peter Goëss, governatore a Venezia, per la sua ferma opposizione alla politica ecclesiastica neogiuseppinista dell'imperatore d'Austria.
Fin dal suo ingresso cercò di uniformarsi alle richieste dei governanti imperial-regi e già il 26 dicembre 1819 ricevette «un encomio dal governo per aver emanato le norme sulla patente matrimoniale.
Tra le sue iniziative legate all'edilizia civile, aggiunse alla Biblioteca arcivescovile una grande sala per accogliere la biblioteca Bartoliniana, ampliò il palazzo arcivescovile e trasformò l'abbazia di Rosazzo in residenza estiva dei vescovi di Udine, restaurandola profondamente.
Morì l'8 febbraio 1845 e fu sepolto nella chiesa di san Bernardino.

## Genealogia episcopale
La genealogia episcopale è:
- Cardinale Scipione Rebiba
- Cardinale Giulio Antonio Santori
- Cardinale Girolamo Bernerio, O.P.
- Arcivescovo Galeazzo Sanvitale
- Cardinale Ludovico Ludovisi
- Cardinale Luigi Caetani
- Cardinale Ulderico Carpegna
- Cardinale Paluzzo Paluzzi Altieri degli Albertoni
- Papa Benedetto XIII
- Papa Benedetto XIV
- Papa Clemente XIII
- Cardinale Luigi Valenti Gonzaga
- Cardinale Lorenzo Litta
- Vescovo Emmanuele Lodi